# Прадо, Фернандо
Фернандо Андрес Прадо Авелино (исп. Fernando Andrés Prado Avelino; род. 21 марта 2001, Кармело, Колония) — уругвайский футболист, защитник клуба «Расинг».

## Клубная карьера
Прадо — воспитанник аргентинского клуба «Расинг». 20 ноября 2020 года в матче против «Атлетико Тукуман» он дебютировал в аргентинской Примере. 